# ドラマチック (山口百恵のアルバム)
『ドラマチック』（Dramatic）は、山口百恵の15枚目のスタジオ・アルバム。1978年9月1日にCBSソニーよりリリースされた。

## 概要・背景
帯コピー：大胆に、そして繊細に奏でる百恵像。
大ヒットシングル曲「プレイバックPart2」「絶体絶命」の2曲を収録し、百恵自身のオリジナルアルバムでは『曼珠沙華』に次ぐ第2位の売り上げを記録した。なお、「プレイバックPart2」はボーナストラック扱いとなっており、アルバムの最後に収録されている。
B-5「ラスト・ソング」は、曲を作った谷村新司が「彼女に泣きながら歌わせてください」と提案しているが、ディレクターの川瀬泰雄はこれに″あざとさ″のようなものを感じ、納得がいかなかったため谷村と長く話し合った。結果、川瀬に判断が任されることになったが、百恵は「谷村さんの意見も川瀬さんの意見も分かります」と、詳しい説明を聞かなくても制作側の意図をよく理解していたという。実際にアルバムで使用されたのは、声は震えているが泣き崩れてはいない音程が確かなテイクとなっている。後日放送されたフジテレビ系『ミュージック・フェア』では大粒の涙を流しながら歌われた。また、後に谷村は1979年に発表したアルバム『喝采』の中で、同曲を「ラスト・ソング -最後のライト-」としてセルフカバーしている。
2003年6月4日に発売された全オリジナルアルバム22枚を復刻したCD-BOX『MOMOE PREMIUM』には、リマスタリング音源で収録されている。2007年9月30日には更なるマスターサウンド仕様が施された『Complete MOMOE PREMIUM』が発売された。

## 収録曲
全編曲: 萩田光雄。
| #  | タイトル                 | 作詞     | 作曲     |
| -- | ------------------------ | -------- | -------- |
| 1. | 「サンタマリアの熱い風」 | 谷村新司 | 谷村新司 |
| 2. | 「幻へようこそ」         | 阿木燿子 | 宇崎竜童 |
| 3. | 「蜃気楼」               | 喜多條忠 | 萩田光雄 |
| 4. | 「絶体絶命」             | 阿木燿子 | 宇崎竜童 |
| 5. | 「水鏡」                 | 丸山圭子 | 丸山圭子 |
| 6. | 「ヒ・ロ・イ・ン」       | 谷村新司 | 谷村新司 |

| #  | タイトル                | 作詞         | 作曲     |
| -- | ----------------------- | ------------ | -------- |
| 1. | 「空蝉」                | 喜多條忠     | 丸山圭子 |
| 2. | 「或る女・・・或る日」  | うさみかつみ | 萩田光雄 |
| 3. | 「霧雨楼」              | 阿木燿子     | 宇崎竜童 |
| 4. | 「ラスト・ソング」      | 谷村新司     | 谷村新司 |
| 5. | 「プレイバック Part 2」 | 阿木燿子     | 宇崎竜童 |

## 関連人物
- 宇崎竜童
- 阿木燿子
- 谷村新司
- 丸山圭子

## 関連作品
- MOMOE PREMIUM
- 山口百恵 22 Original Albums Collection
- Complete MOMOE PREMIUM

## 参考資料
- 川瀬泰雄『プレイバック 制作ディレクター回想記』学研マーケティング、2011年2月。ISBN 978-4054047259。